# Stehpult

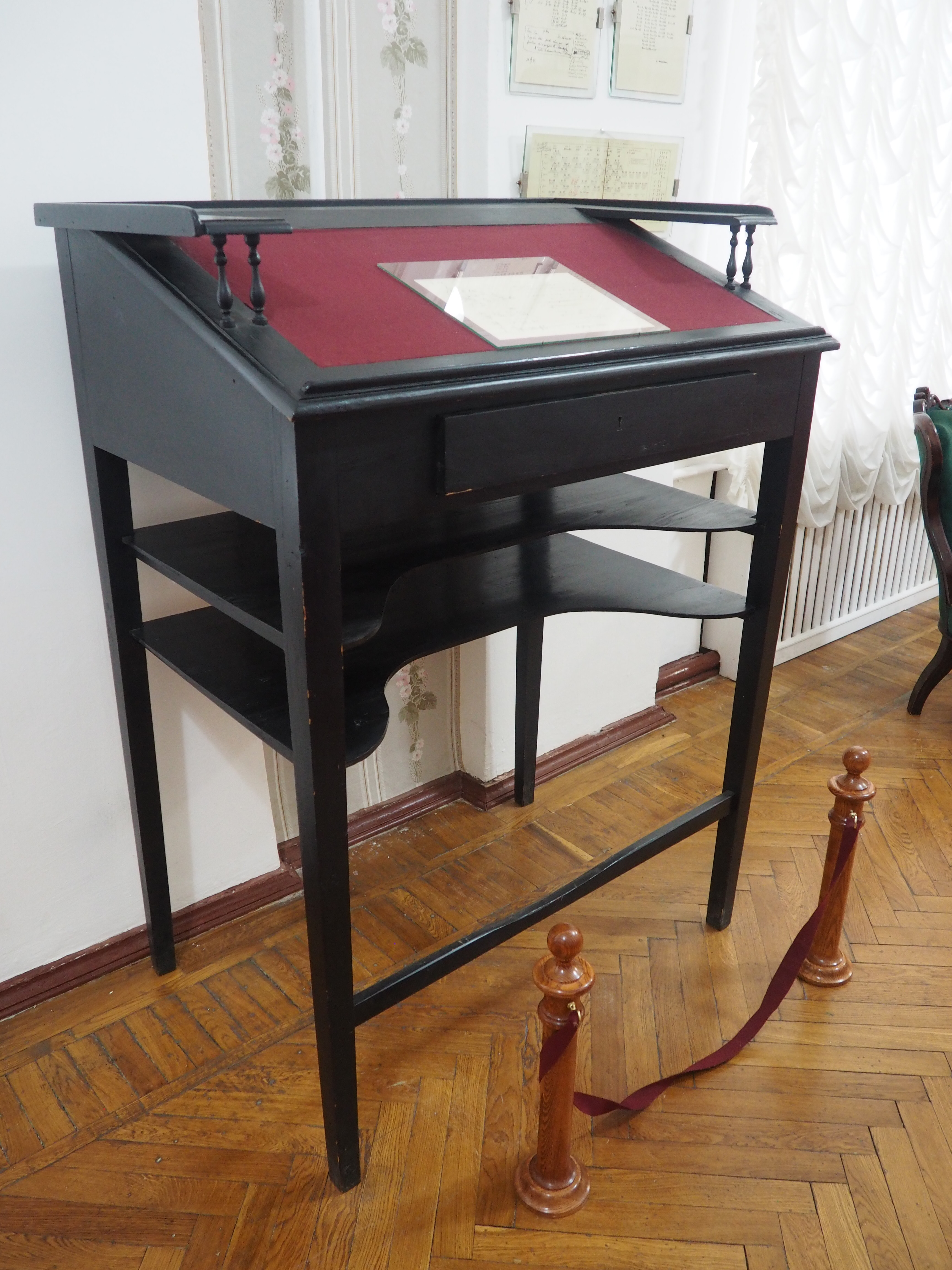
Das Stehpult von Dmitri Mendeleev, wie es in ähnlicher Form bis zum 2. Weltkrieg üblich war

Modernes Stehpult mit PC-Arbeitsplatz

Ein Stehtisch oder Stehpult (engl. standing desk, lectern, brit. auch davenport) ist ein erhöhter Tisch bzw. ein Pult, an dem im Stehen gelesen, geschrieben und gearbeitet werden kann.
Seit dem Zweiten Weltkrieg zunächst oft nur noch im liturgischen (Katheder, Ambo, Atzmann) und klösterlichen Bereich verwendet, werden Stehpulte heute wieder insbesondere universell in Büros und im Homeoffice genutzt, weil sie eine ergonomische Alternative und Abwechslung zum Sitzen am Schreibtisch bieten (siehe Sitzen#Gesundheitliche Auswirkungen).

## Beschreibung
Heutige Stehpulte gibt es in verschiedenen Ausführungen. Bei manuellen Stehpulten erfolgte die Anpassung der Höhe durch Kurbeln oder Hebel. Bei elektrischen Stehpulten gibt es programmierbare Höheneinstellungen. Darüber hinaus gibt es kombinierte Schreibtische, die eine sitzende als auch eine stehende Arbeitsposition zulassen.

### Vorteile
Stehpulte fördern eine bessere Körperhaltung, was Rücken- und Nackenschmerzen reduzieren kann.
Beim Arbeiten im Stehen ist mehr Bewegung möglich, was die Durchblutung verbessert. Einige Benutzer berichten von erhöhter Konzentration und Produktivität. Im Stehen wird mehr Energie als im Sitzen verbraucht.

### Nachteile
Das Arbeiten im Stehen ist gewöhnungsbedürftig. Langes Stehen kann zu Ermüdung und Beschwerden in Füßen sowie Beinen führen.

## Geschichte
Die Geschichte des Stehpults im profanen Bereich reicht bis ins 18. Jahrhundert zurück. Prominente Persönlichkeiten wie Johann Wolfgang von Goethe, Thomas Jefferson und Charles Dickens nutzen sie für ihre schriftstellerischen und administrativen Arbeiten. Im 21. Jahrhundert erlebte das Stehpult durch das wachsende Bewusstsein für die gesundheitlichen Vorteile des Arbeitens im Stehen eine Renaissance.

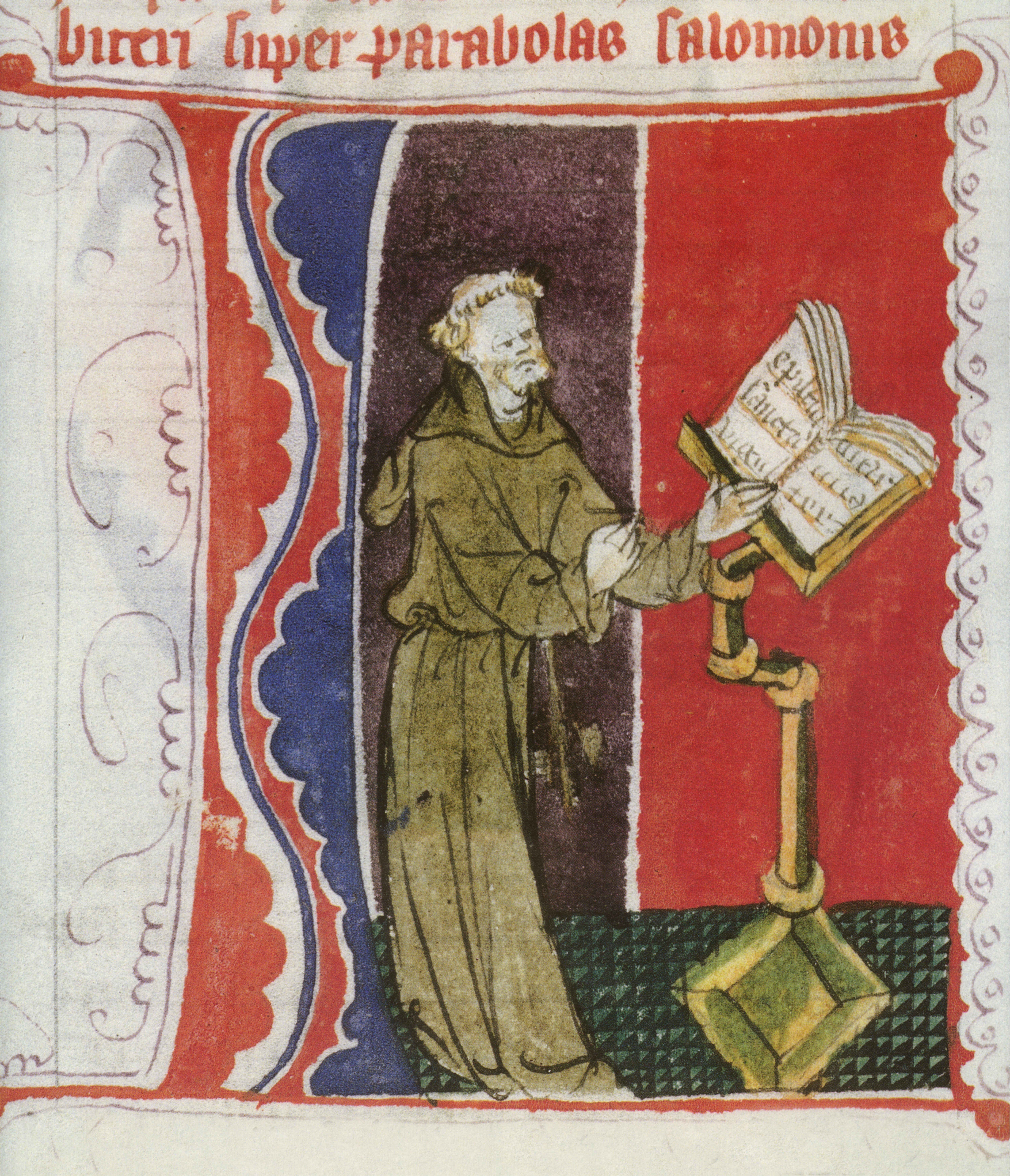
Klösterliches Stehpult. Illustration im Psalterium, Nordfrankreich, 13. Jahrhundert aus der Mainzer Kartause
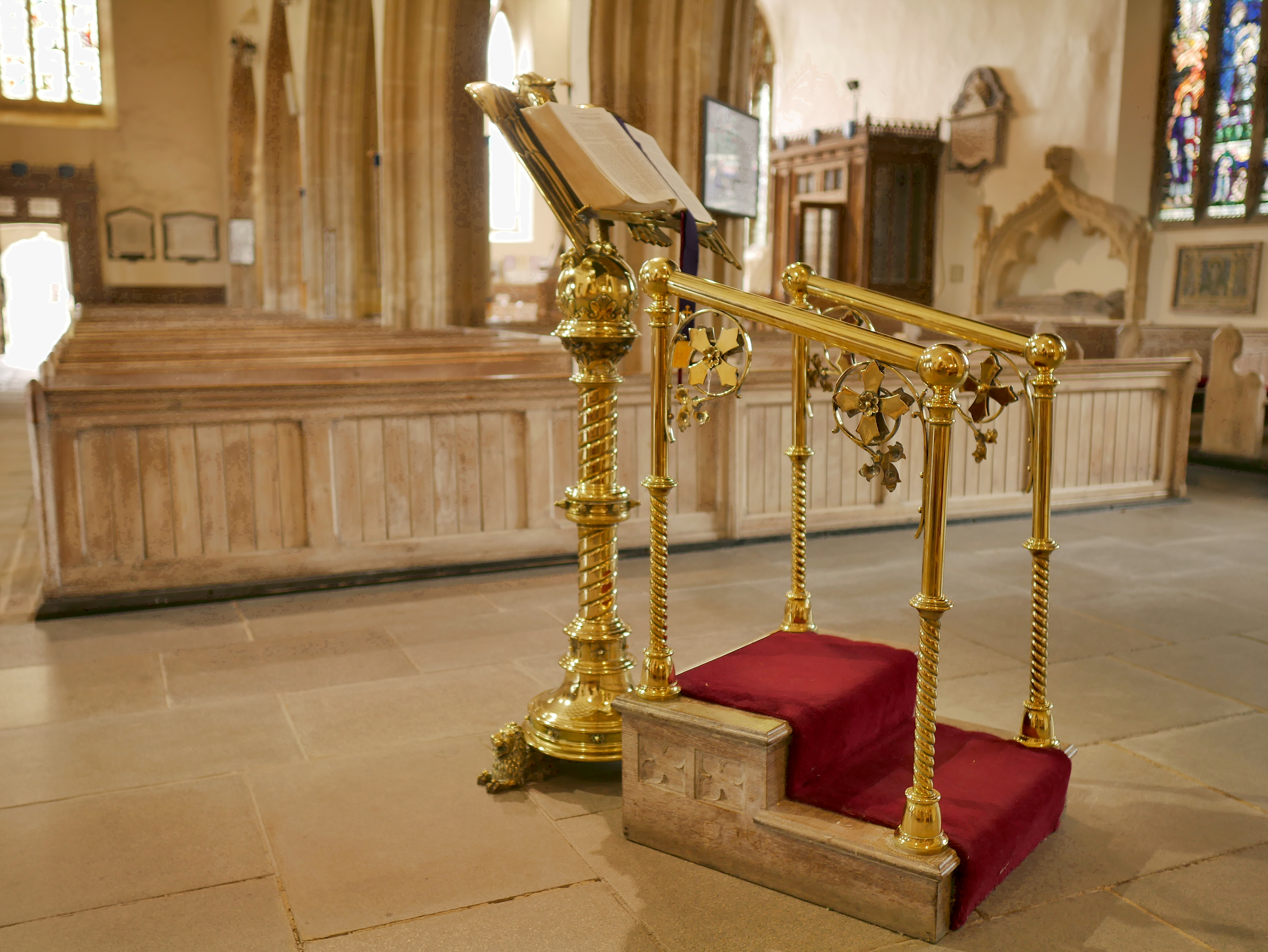
Ambo in der Liturgie in der Form des Stehpults
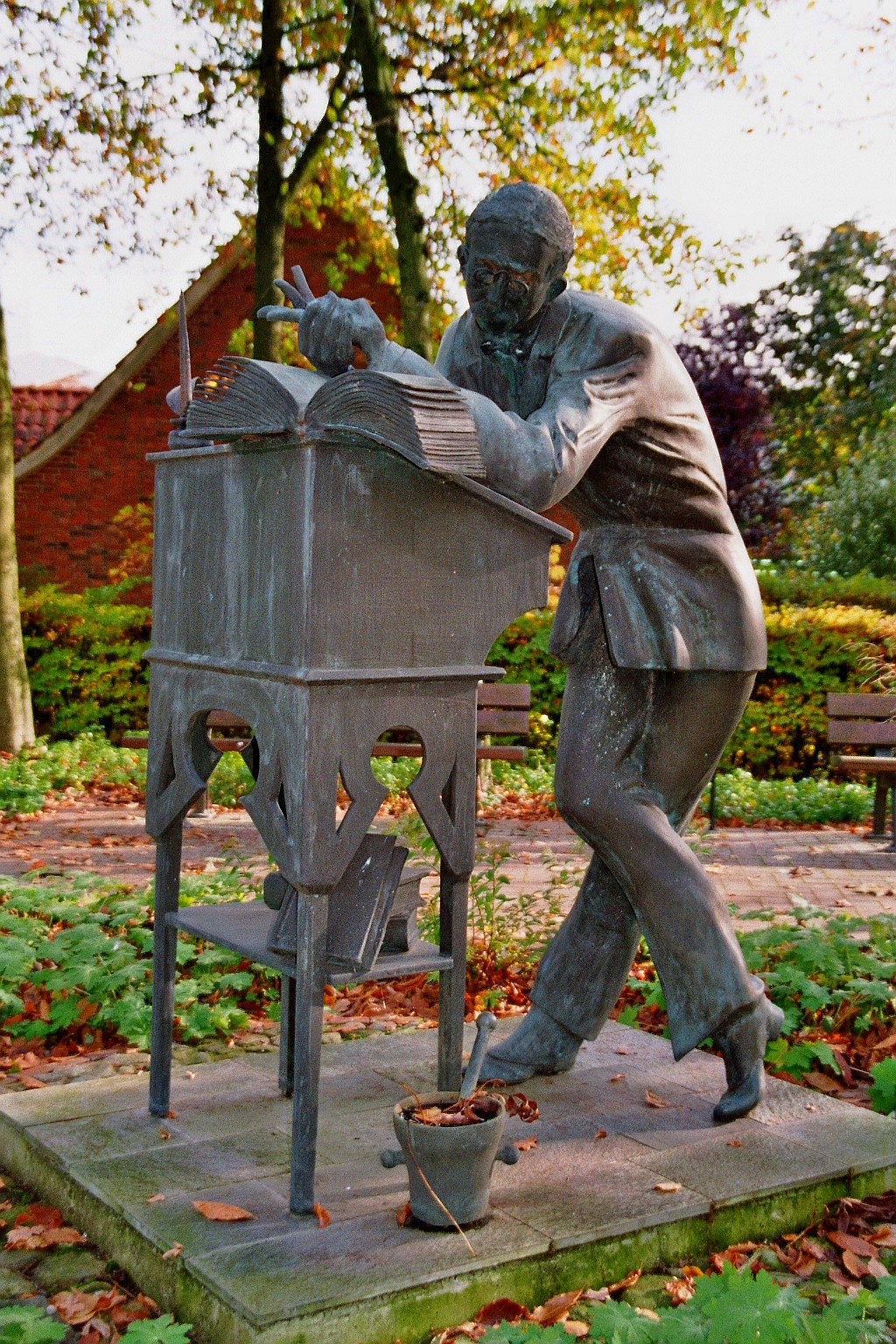
Bronzeplastik mit historischem Stehpult in Werlte
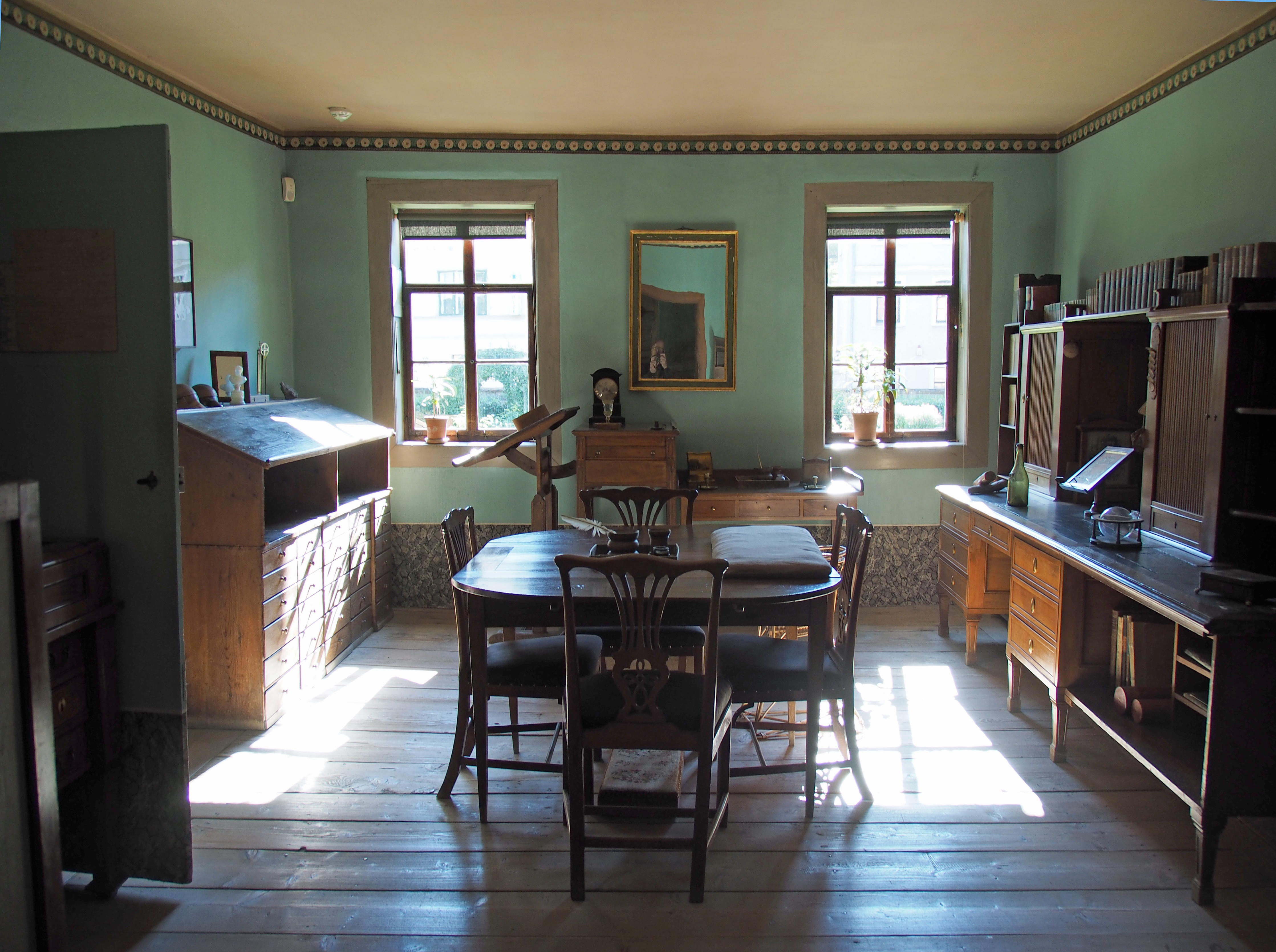
Goethes Arbeitszimmer mit Stehpulten zum Arbeiten und Zeichnen